# Tortured
Tortured es una película de suspenso y crimen de 2008 dirigida y escrita por Nolan Lebovitz y protagonizada por Cole Hauser, Laurence Fishburne, James Cromwell y Jon Cryer. Fue estrenada directamente a DVD en los Estados Unidos el 16 de septiembre de 2008. Fue filmada en Vancouver, Columbia Británica.

## Sinopsis
El agente del FBI Kevin Cole va de incógnito como Jimmy Vaughn, un agente del crimen organizado. Cuando se le ordena llevar a cabo la tortura del contable Archie Green, Kevin comienza a cuestionar su papel en el servicio gubernamental, donde a menudo debe herir o poner fin a la vida de otro ser humano sólo para cumplir su misión.

## Reparto
- Cole Hauser es Kevin Cole/Jimmy Vaughn.
- Laurence Fishburne es Archie Green.
- James Cromwell es Jack Cole.
- Emmanuelle Chriqui es Becky.
- Jon Cryer es Brian.
- Kevin Pollak es el psiquiatra del FBI.
- James Denton es Murphy.
- Paul Perri es Emmet Gnoww.
- Robert LaSardo es Mo.

## Recepción
Tortured recibió críticas mixtas. Andrew L. Urban elogió las actuaciones del reparto y el valor de la producción de la película, sin embargo, llamó la atención sobre el mal guion diciendo: "el guion intenta con tanto ahínco crear una misteriosa red de engaño que termina atándose a sí misma en sus nudos".
 David Nusair le dio 1.5 estrellas sobre 4 posibles, llamándola un "error bien intencionado pero innegable".